# Alsóvály
Alsóvály (szlovákul Valice) község Szlovákiában, a Besztercebányai kerület Rimaszombati járásában. A mai település Alsóvály és Kisgergelyfalva egyesítésével jött létre.

## Fekvése
Tornaljától 16 km-re északnyugatra, a Kalosa-patak völgyében fekszik.

## Története

### Alsóvály
A Vály (Valice) elnevezés a fal, vagyis erődítmény szóból származik.
Vály első írásos említése 1247-ben történt „Wal" alakban. Alsóvályt külön 1427-ben „Alsowwal" néven említik. A Korláth család birtoka volt. Korláth György 1427-ben 16 portát bírt a faluban.
A 18. század végén Vályi András így ír róla: „Alsó, és Felső Vály. Magyar faluk Gömör Várm. földes Uraik több Urak, lakosaik katolikusok, és reformátusok, fekszenek Sankfalvának szomszédságában, mellynek filiáji; földgyeik közép termékenységűek, piatzok 3, és 4 mértföldnyire van."
1828-ban 49 házában 734 lakos élt, akik főként mezőgazdasággal, gyümölcs- és szőlőtermesztéssel foglalkoztak.
A 19. század közepén Fényes Elek eképpen írja le: „Alsó-Vály, magyar falu, Gömör vármegyében, Gergelyfala és Mihályfala helységek közt völgyben fekszik, napkeletről a falu tövében lassan felfelé emelkedő hegyoldalon; ép a helység felett van egy társulatnak szép jövendővel biztató magtára. Lételét s a társulat alakulását Bodon Antal urnak fogja köszönni még a későbbi ivadék is. A helység felső végén Bodon Antal ur laka, s az alsó végén Bélich János ur uj izléssel épült kastélya. Regényes csörgedezéssel folyik sietve nagy folyam felé, naptól színezve arany cseppeket jelképezve kis keskeny medrében egy kis patakcsa. E kis folyamon van Bodon Antal urnak egy malma; nem levén pedig egész Vály völgyén több, mellyet a tavaszi, völgyekről összecsődült vizáradások idején a Sajó és Tur-vize völgyi lakosok, sőt a molnárok is megkeresnek, száraz időben jövedelmetlen, gyakran a benne nyomorgó molnárnak esőérti dala lehangzik egész a Sajóvize folyamáig. Számlál ezen helység 380 lakost; kik közül 360 ref., 20 r. kath., mindnyája magyar nyelven dalolják molnárjukkal szárazságban esőérti nótájukat. Hegyes, mindent egyre megtermő határának kiterjedése 1200 hold; ebből szántóföld 600, rét 200, erdő pedig 400 hold. Van 3/8 urbéri, 20 allodialis és 12 majorsági zsellér. A gyümölcsösök, miket nagy szorgalommal üznek, nem megvetően jövedelmeznek évenkint, mikor áldás van, szőlőhegyén termett bora enyhiti szárazsági dalu torkukat. Fenemlitetteken kivül bir még Kalas, Herényi, Szokolay család is. Ut. p. Tornalja."
Gömör-Kishont vármegye monográfiájában pedig ezt olvashatjuk róla: „Alsóvály, a vályi völgyben fekvő magyar kisközség, 331 ág. ev. h. vallású lakossal. Házainak száma 53. E községről 1427-ben találunk okleveles nyomokat, a mikor nevét, mint a Korláth család birtokát, Alsowwal alakban írják. Hosszú időn át nem ismerjük birtokosait. A mult század első felében a Szatmáry-Király, a Bodon, Beélik, Kálas, Herényi és a Szokolay családok a földesurai. Most Beélik Ivánnak van itt nagyobb birtoka, mintaszerű gazdasága és szép, kényelmesen berendezett kastélya, melyet Beélik János 1843-ban építtetett. Ezen kívűl még egy kisebb úrilak van a községben, melyet valamikor a Bodon család építtetett; ez most a Matheidesz Sámuelé. Templom nincs a községben. Postája Felsővály, távírója és vasúti állomása Tornallya. Hozzá tartoznak Koczik, Bukta, Alsó- és Felső-Szőlő puszták is."
A trianoni diktátum előtt Gömör-Kishont vármegye Tornaljai járásához tartozott. 1938 és 1945 között újra Magyarország része.
Alsóvályhoz a 20. században csatolták Kisgergelyfalvát. A községben jelentős szerepet játszik a gyümölcs- és szőlőtermesztés, az itteni borok a különböző borversenyeken díjakat szereztek. A községnek kultúrháza és alapiskolája működik.

### Kisgergelyfalva
Kisgergelyfalvát 1407-ben említik először.
A 18. század végén Vályi András így ír róla: „GERGELYFALVA. Kis magyar falu Gömör Vármegyében, földes Urai Kornis, Hevesi, és Dráskótzi Urak, lakosai reformátusok, fekszik a’ Putnoki járásban, Bikszögtöl egy, Alsó Válytól pedig három puska lővésnyire, határbéli földgye meglehetös búzát terem, piatzozása más fél mértföldnyire Rimaszombatban, de kivált Jólsván két mértföldnyire, gyümöltsös kertyei jók, és hasznosak, mert majd minden esztendőben termők, réttyei tsekélyek, erdője nintsen, második Osztálybéli."
A 19. század közepén Fényes Elek eképpen írja le: „Gergelyfala, magyar falu, Gömör vmegy., alsó és felső Vály helységek közt fekszik. A lakosok száma tesz 386, mindnyájan reformatusok s magyarul beszélnek. Van az egész helységben 5 4/8 urbéri, 5 majorsági telek; a határnak kiterjedése 448 hold, ebből szántóföld 240, rét 100, s legelő 100 hold, szántóföldje jó müvelés mellett megtermi a tisztabuzát is, annyival inkább egyebet, – a gyümölcs-tenyésztésnek kedvelőji. Birják ezen helységet Bodon Antal, Bélik és Hevessiek. Ut. p. Tornalja."
Gömör-Kishont vármegye monográfiájában pedig ezt olvashatjuk róla: „Gergelyfalva, vályvölgyi magyar kisközség, 23 házzal és 97 ev. ref. vallású lakossal. E község már 1427-ben előfordul mint a Korláth család birtoka. Későbbi birtokosai a Draskóczy, Hevessy, Palkovics, Bodon és Beélik családok. Templom nincs a községben. Postája Felsővály, távírója és vasúti állomása Tornallya."
A trianoni diktátum előtt Gömör-Kishont vármegye Tornaljai járásához tartozott. 1938 és 1945 között újra Magyarország része.

## Népessége
| Év:            | 1994. | 2004.   | 2014.   | 2024.   |
| -------------- | ----- | ------- | ------- | ------- |
| Emberek száma: | 331   | 310     | 322     | 335     |
| Eltérés:       |       | -6,34 % | +3,87 % | +4,03 % |

| Év:            | 2023. | 2024.   |
| -------------- | ----- | ------- |
| Emberek száma: | 324   | 335     |
| Eltérés:       |       | +3,39 % |

1910-ben Alsóvály 254, Kisgergelyfalva 95 magyar lakossal rendelkezett.
2011-ben 333 lakosából 225 magyar és 68 szlovák.

## Nevezetességei
- A Bélik család barokk kastélya 18. századi eredetű, mai formájában 1843-ban épült. Jelenleg a községi hivatal és az óvoda működik benne. Nagy területű angolpark övezi.
- Kisgergelyfalván egy 19. századi klasszicista nemesi kúria található, amely mellett kis méretű fából készült harangláb áll.

## Képtár

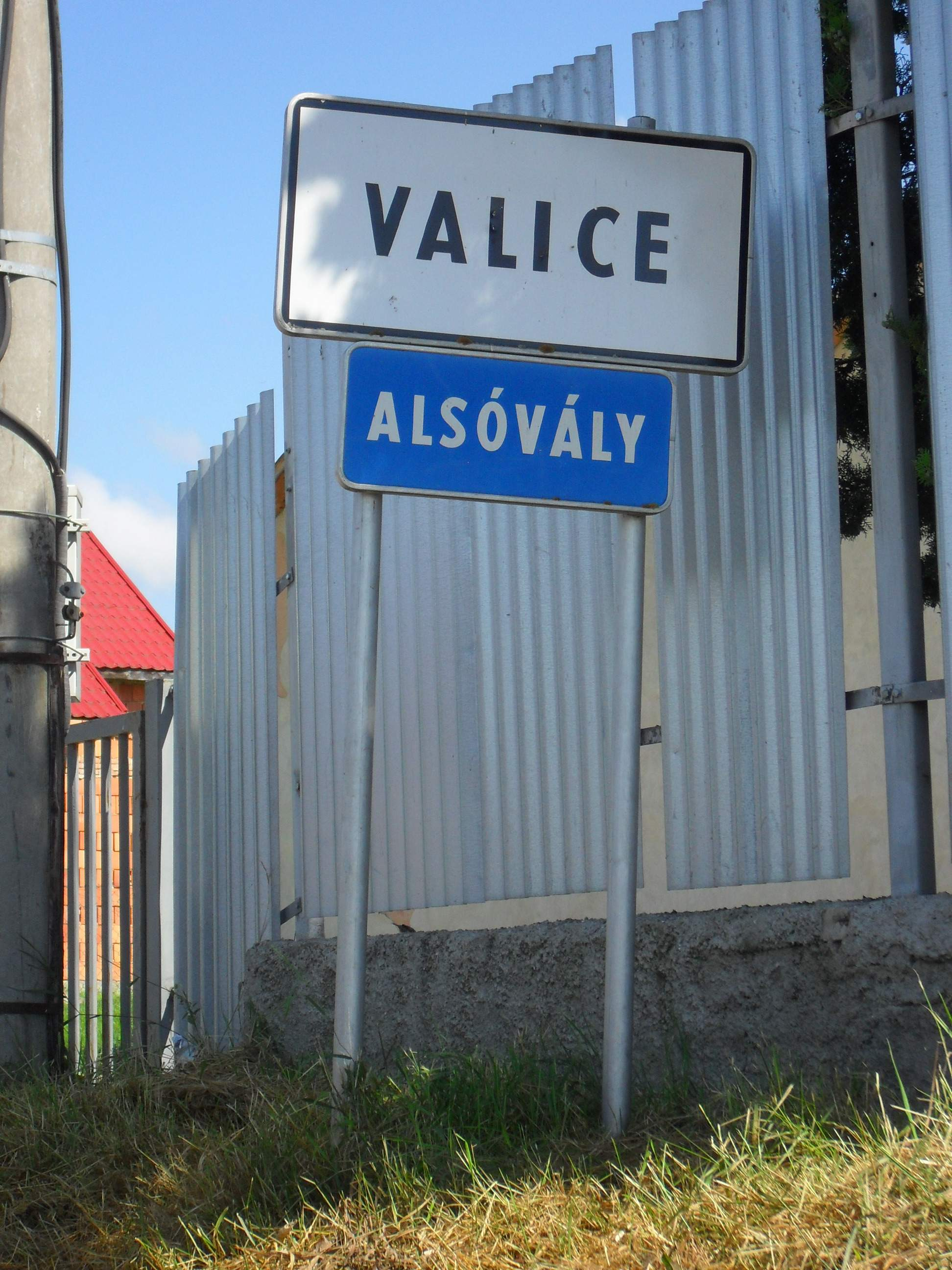
Kétnyelvű helységnévtábla
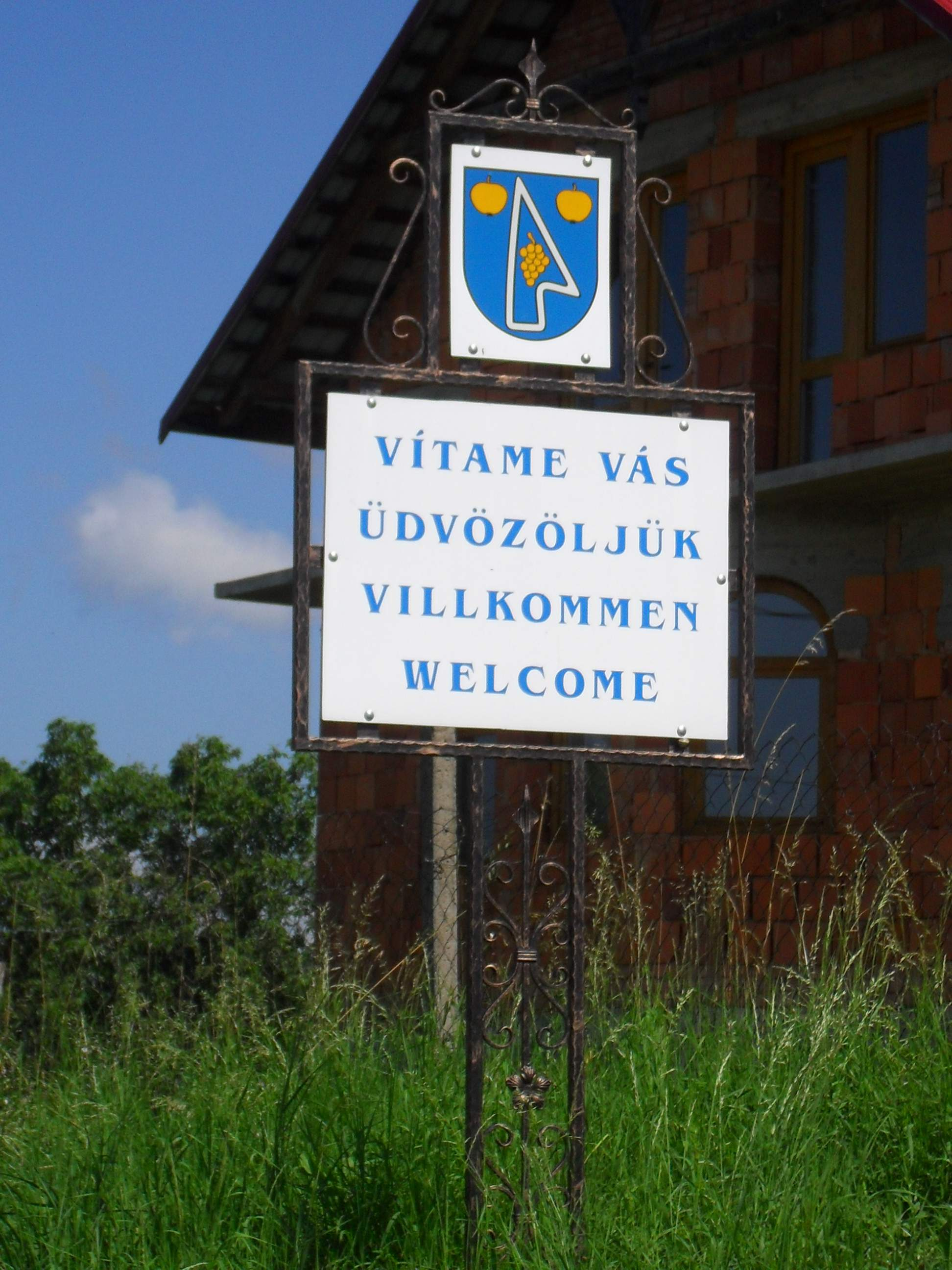
Címeres üdvözlőtábla
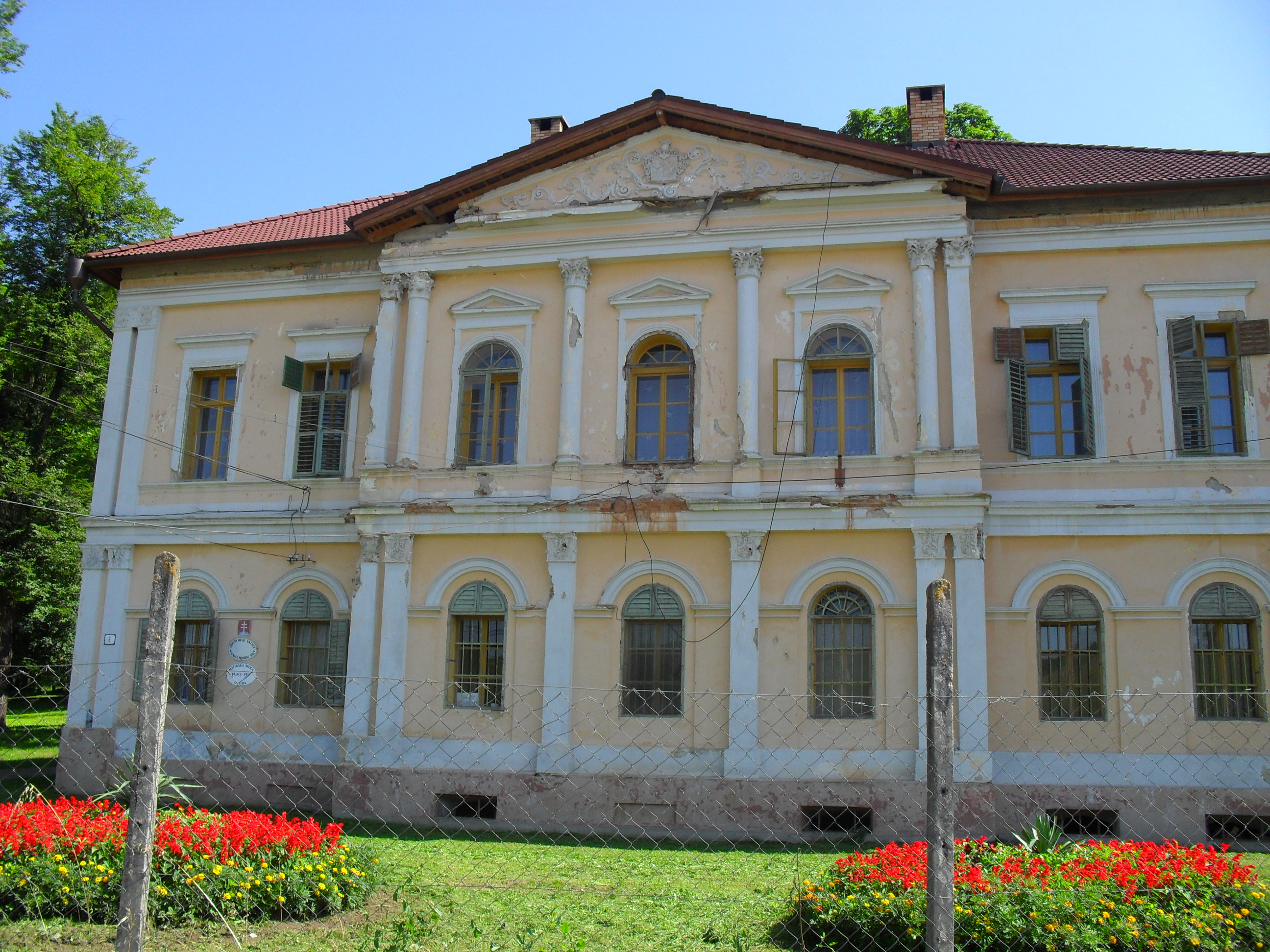
Beélik-kastély (községi hivatal és óvoda)
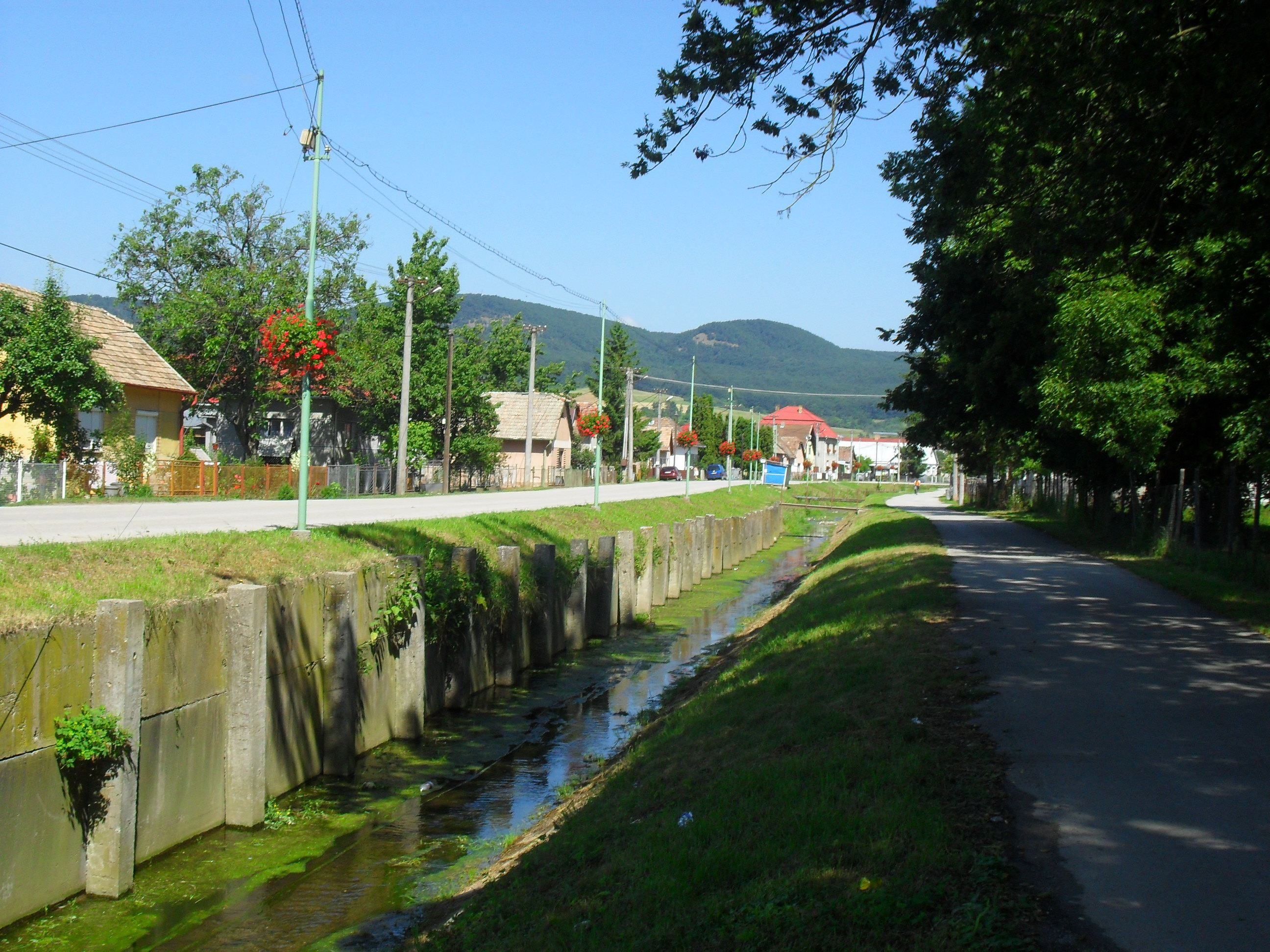
Utcakép
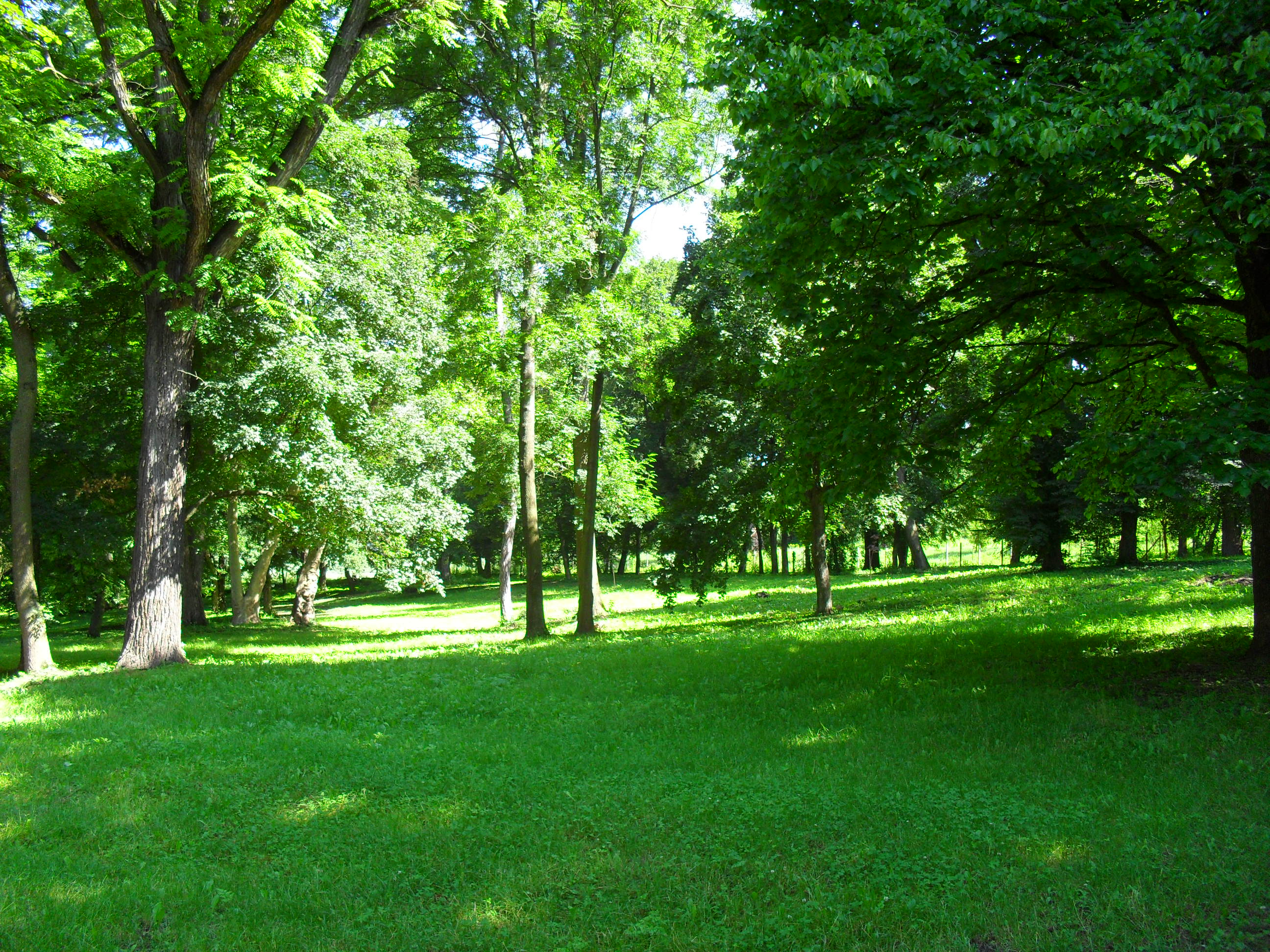
Kastélypark
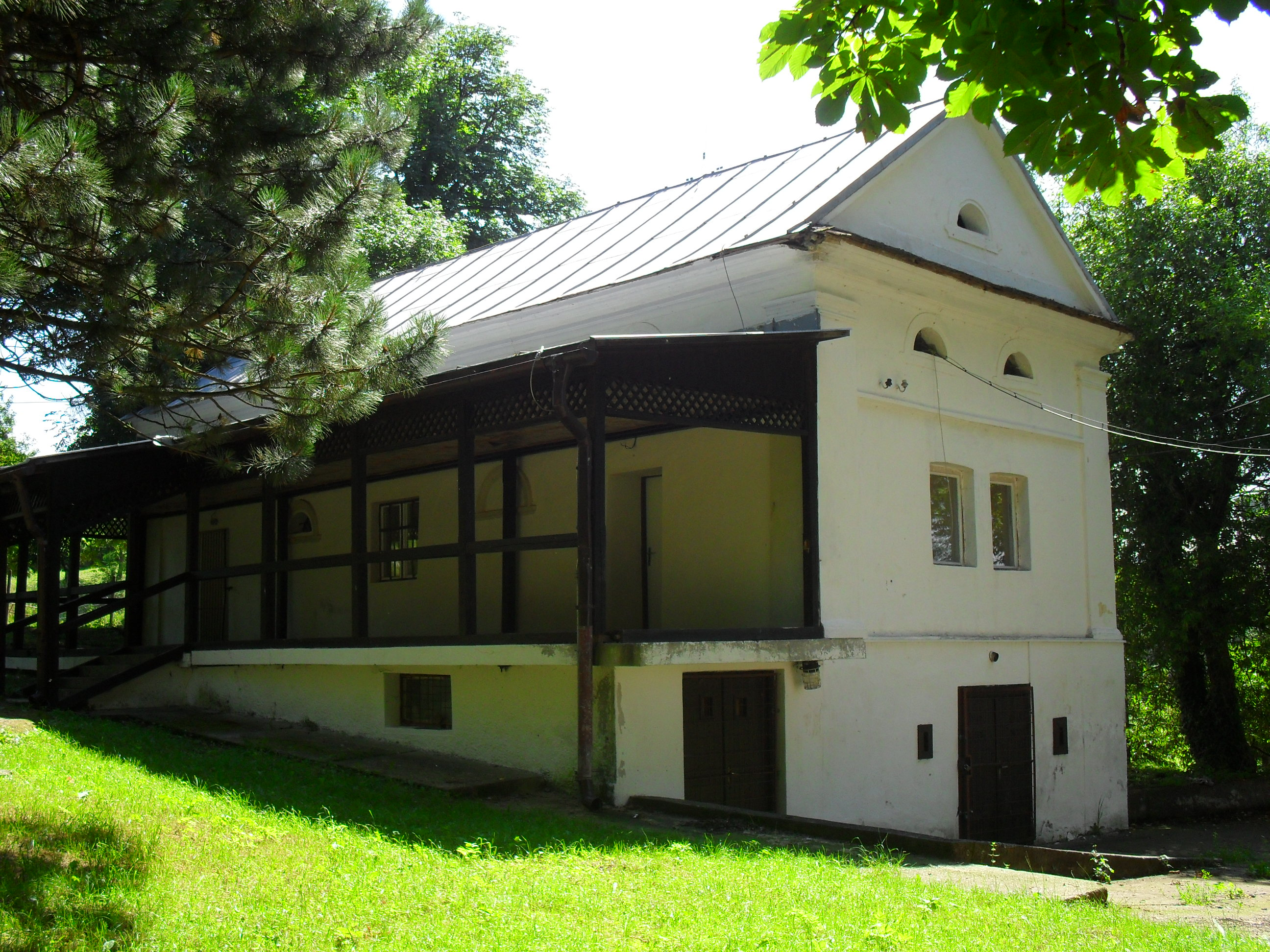
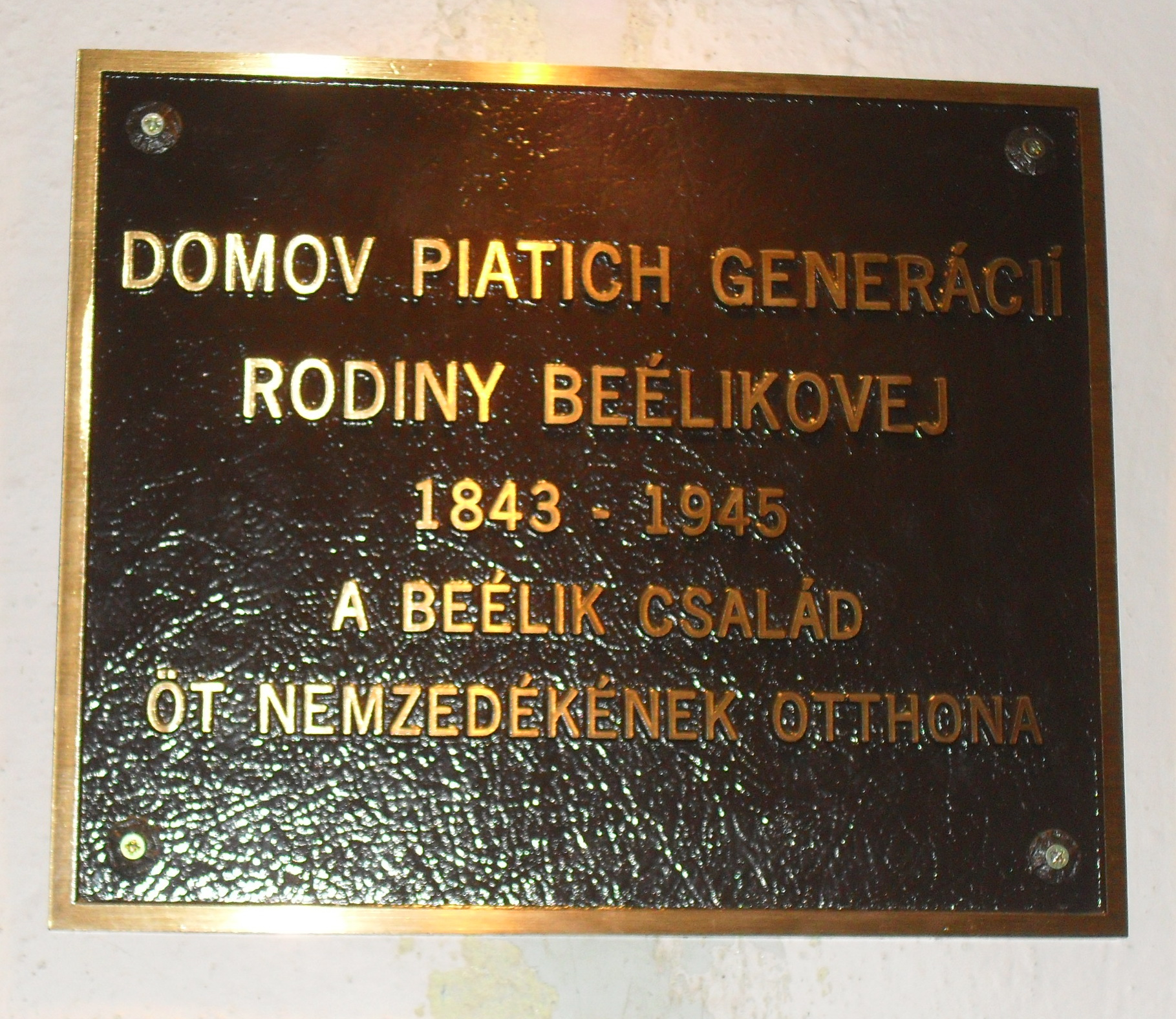
A Beélik-család emléktáblája a kastélyban
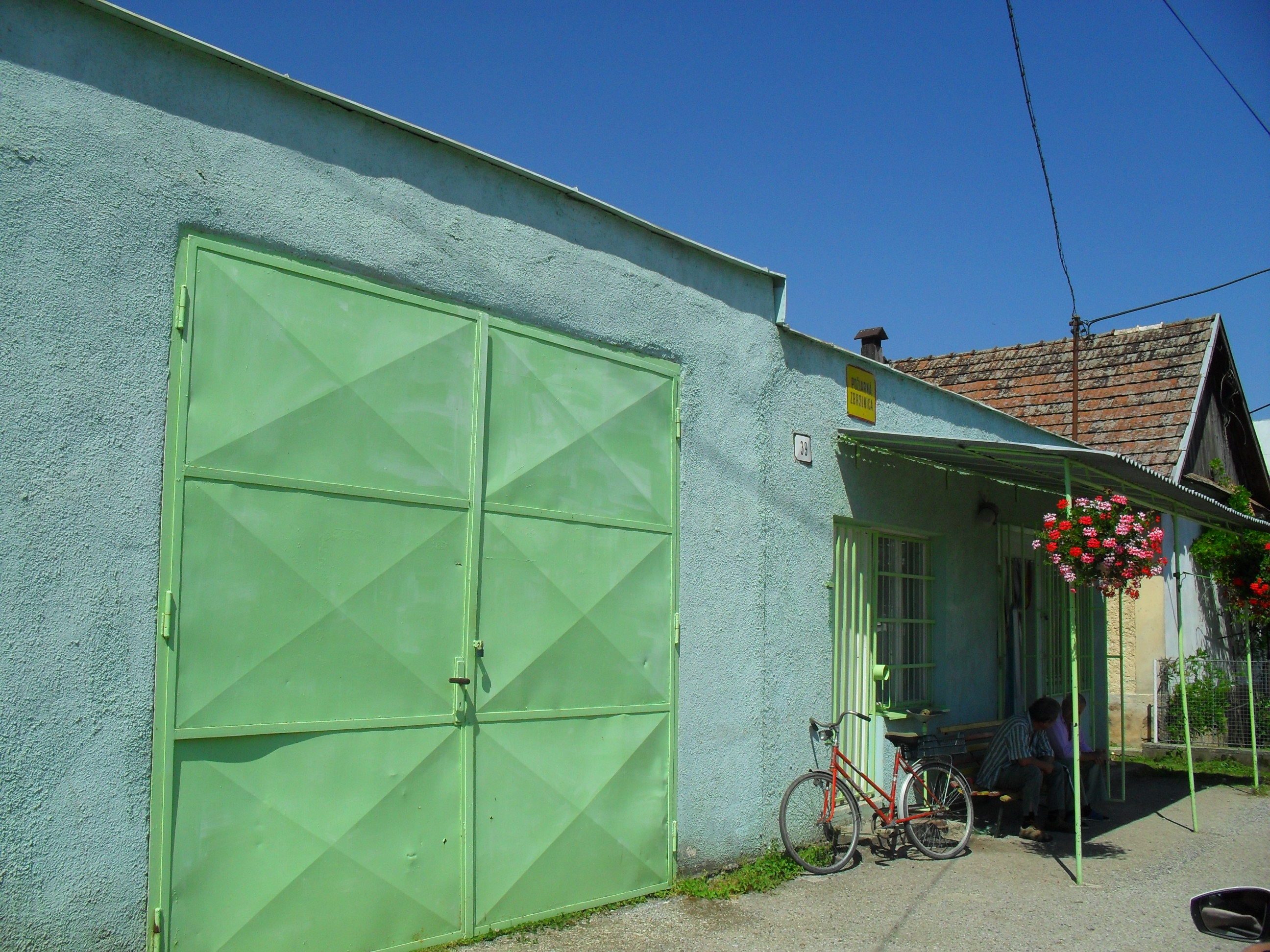
Tűzoltószertár
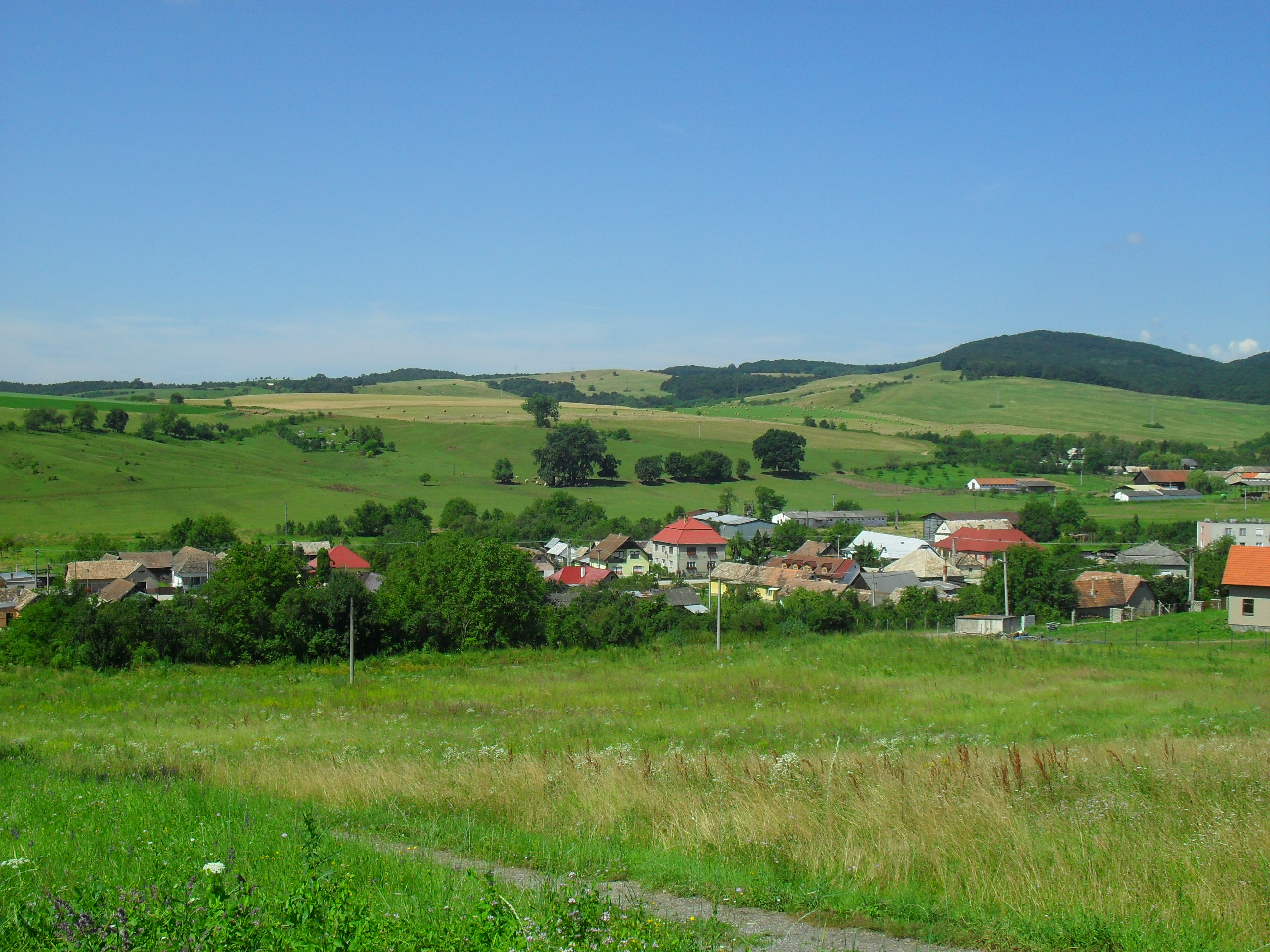
Kilátás a temetődombról
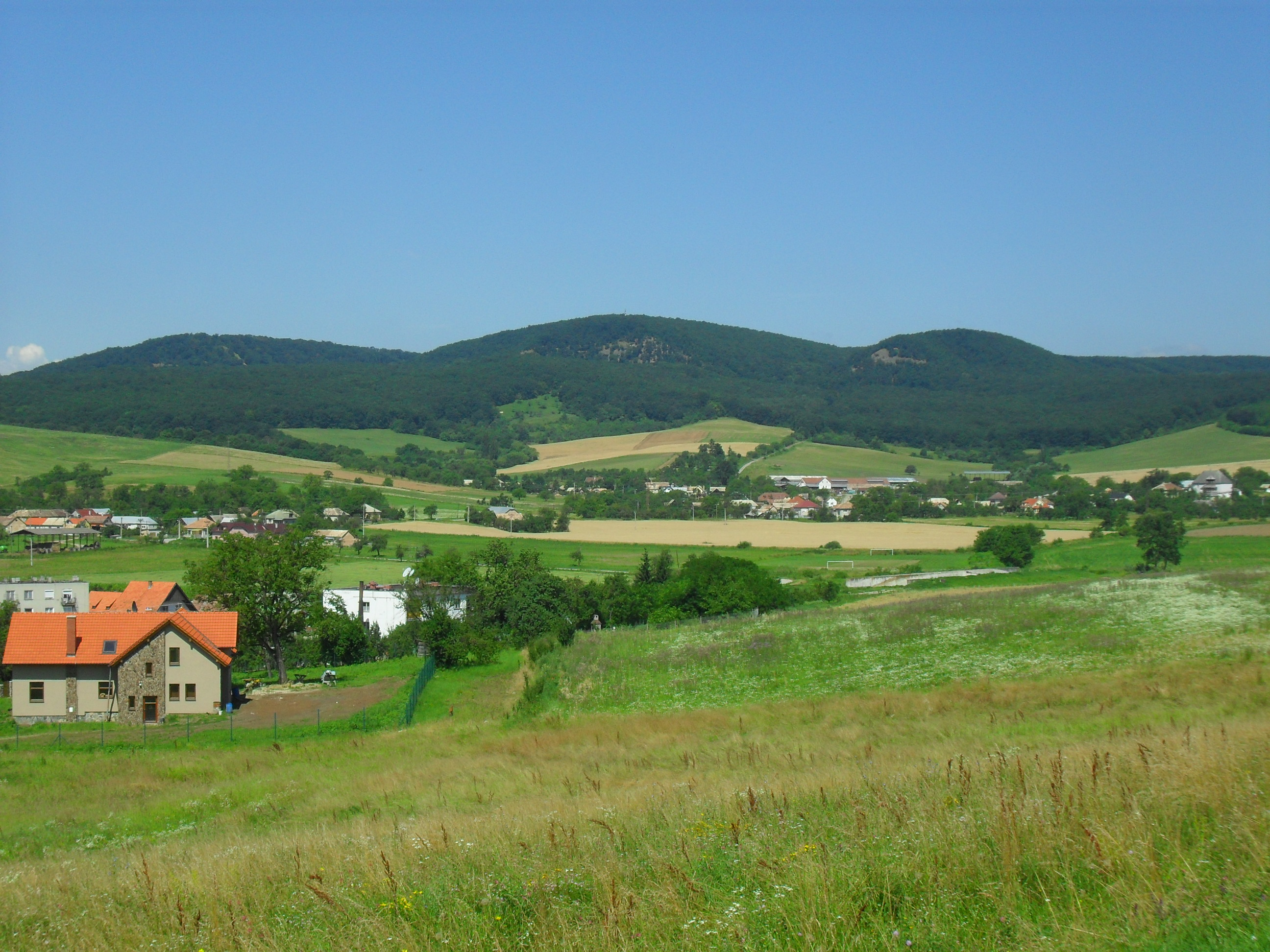
Kilátás a temetődombról (a háttérben balra Kisgergelyfalva, jobbra Felsővály)
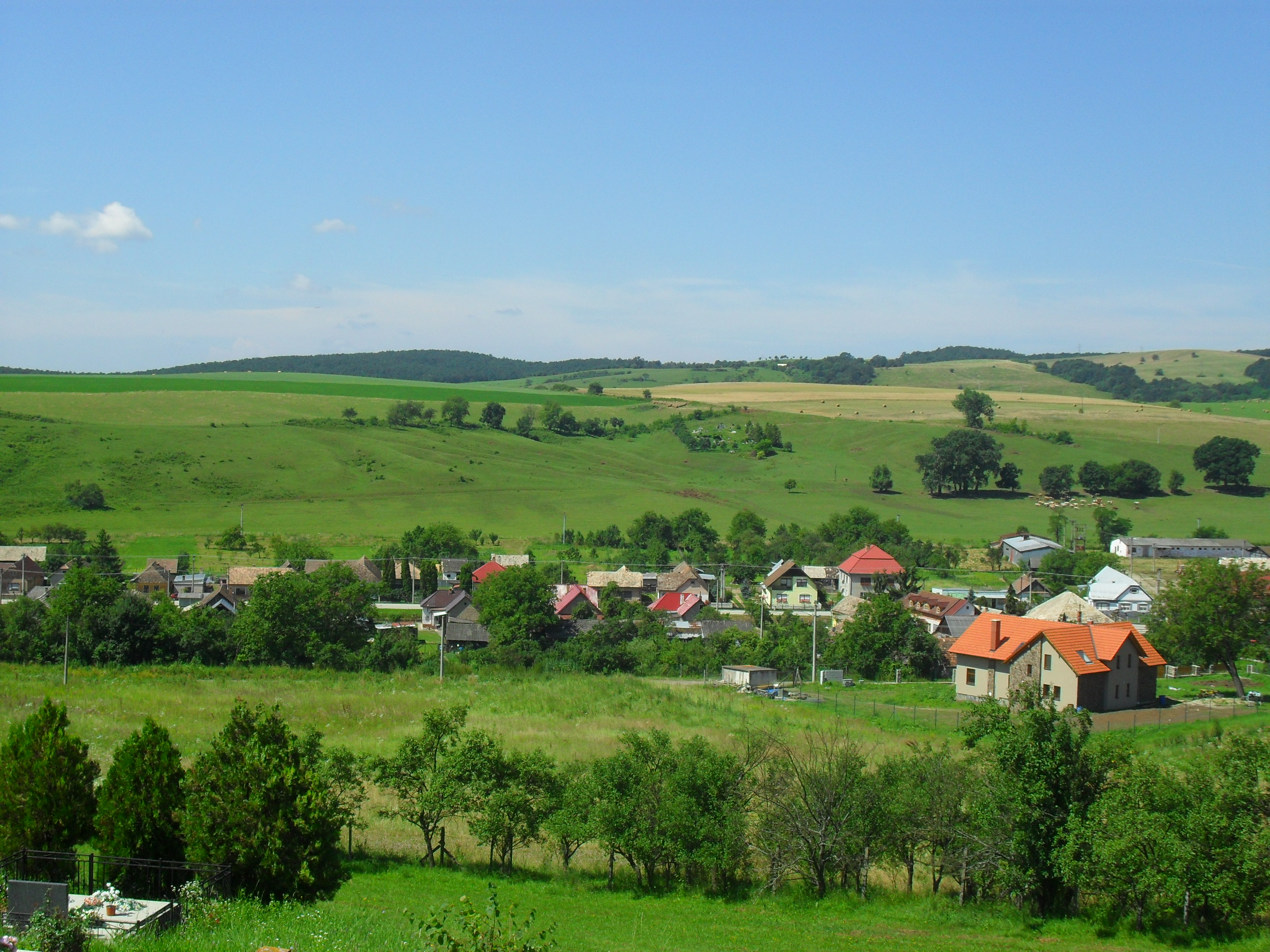
A falu látképe a temetődombról
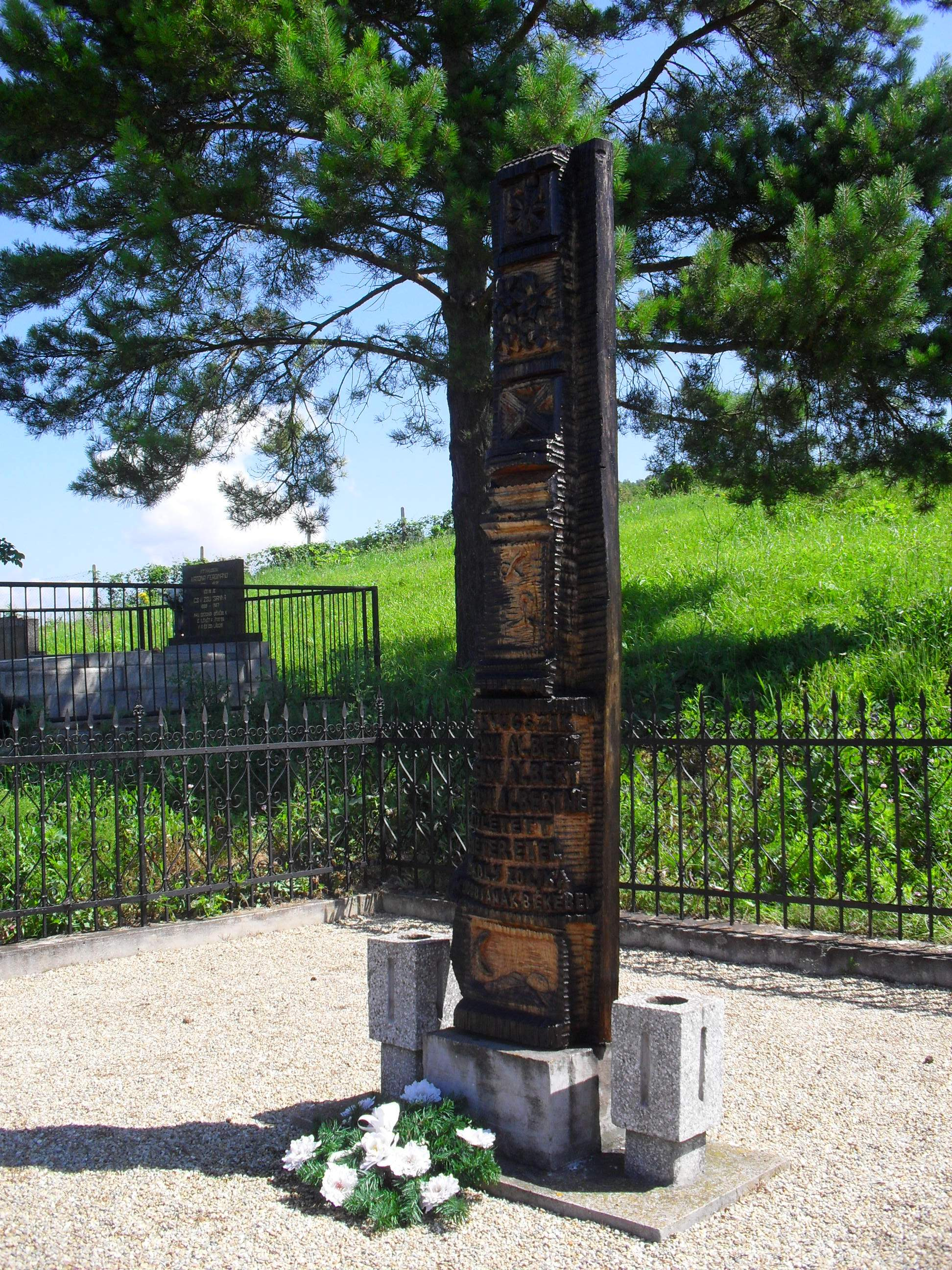
Temető - a Herényi-család faragott síremléke
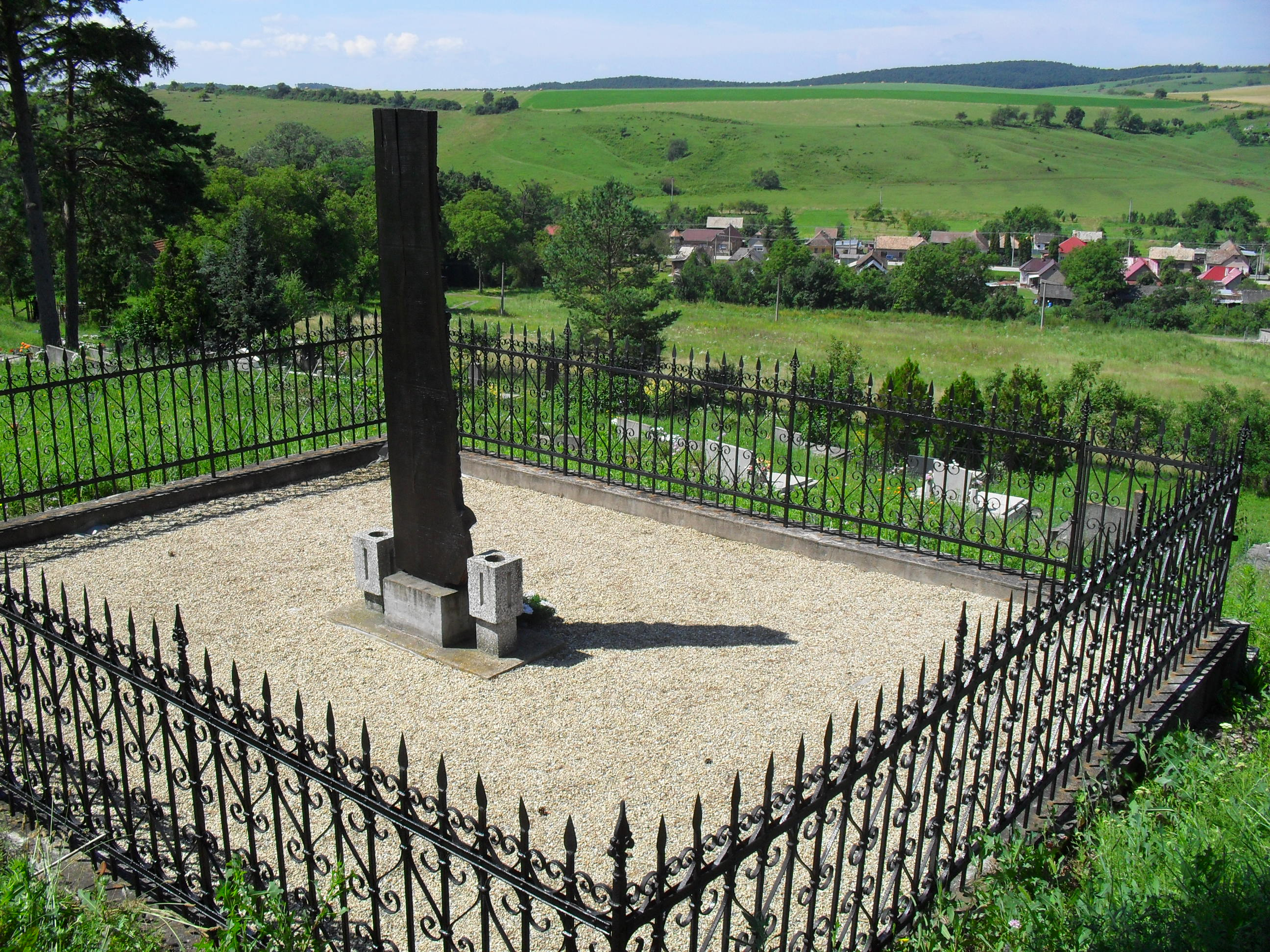
Temető
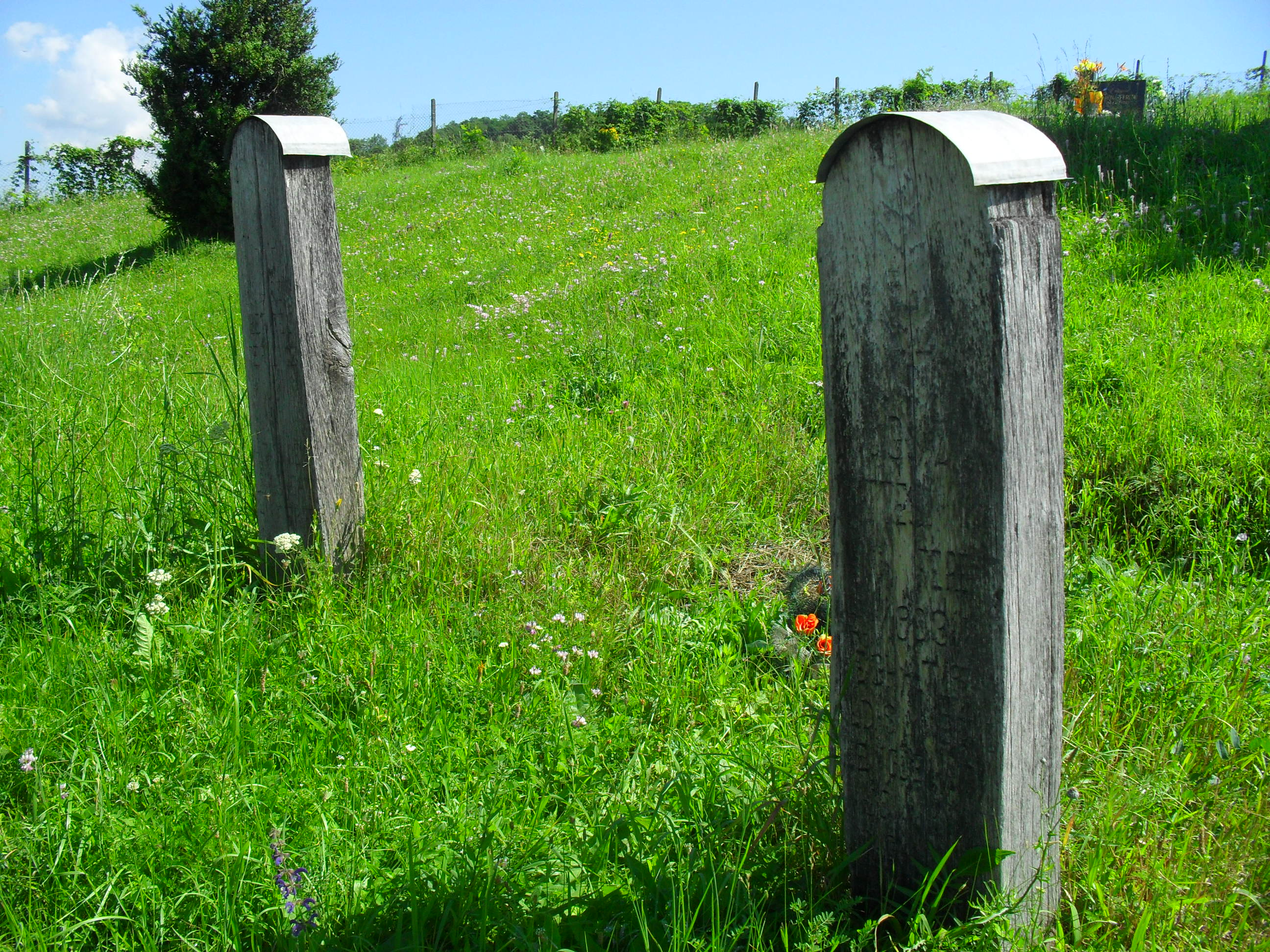
Temető

## Külső hivatkozások
- E-obce.sk
- A község a régió turisztikai honlapján
- Alsóvály a kistérség turisztikai honlapján
- E-obec.sk